# Стабовой, Георгий Михайлович
Гео́ргий Миха́йлович Стабово́й (укр. Георгій Михайлович Стабовий; 1894—1968) — украинский советский кинорежиссёр, сценарист и драматург.

## Биография
Родился 2 апреля 1894 года в г. Козелец (Черниговская область, Украина) в семье военного. Как и отец, получил военное образование (кадетский корпус, училище) и в 1913 году стал офицером императорской российской армии. Но военная карьера его не привлекала. Как человек высокообразованный, он увлекался литературой, театром, живописью.
Когда началась Первая мировая война, молодой офицер Стабовой пошёл на фронт.
С 1919-го по 1923 год служит в Красной армии. После демобилизации занимается любимым делом — театром, пишет пьесы, которые идут в Одессе и в Киеве.
В 1924—1934 годах работает на Одесской кинофабрике ВУФКУ. В 1934 году уходит с «Украинфильма».
После этого его пригласили в Таджикистан постановщиком одного фильма. Но за год сценарий так и не появился. Тогда Стабовой уехал в Москву, избрав новую творческую стезю — драматургию, театр.
Умер Георгий Стабовой 10 июля 1968 года.

## Творчество

### Работа на Одесской кинофабрике ВУФКУ (1924—1934 года)
В 1924—1934 годах работает на Одесской кинофабрике ВУФКУ, директором которой на тот момент был Павел Федорович Нечес. Там также работали опытные режиссёры В. Гардин, П. Чардынин, А. Лундин, короткое время снимал Лесь Курбас; здесь работала целая плеяда выдающихся актёров (А. Бучма и др.). В это время Георгий Михайлович написал сценарии к фильмам «Руки прочь от Китая!», «Вендетта», «Укразия», «П.К.П.» (последние три фильма в соавторстве) и поставил художественные фильмы «П.К.П.» (вместе с А. Лундиным, 1926 год), «Свежий ветер» (1926 год), «Человек с леса» (1927 год), «Два дня» (1927 год), «Жемчужина Семирамиды» (1928 год), «Экспонат из паноптикума» (1929 год) и т. д. Среди хроникальных фильмов Стабового — «25 тысяч» (1930), «Весенний базар» (1931), «Первая украинская олимпиада» (1931). Стабовой — автор пьес «Душа Востока», «Водоворот» и др.

#### «Укразия»
В те времена как в СССР, так и в мире был популярен приключенческий жанр. Так появился сценарий «Укразия» Стабового и Борисова, по которому в 1925 году снял двухсерийный фильм П. Чардынин (оператор Б. Завельев). Этот первый приключенческий фильм имел успех не только на Украине и в СССР, но и за границей; он был представлен на Международной выставке в Париже.

#### «П К П»
Руководство ВУФКУ хотело закрепить успех картины «Укразия» и поручило Стабовому написать вместе с Я. Лившицем сценарий, как и предыдущий, по архивным материалам годов Гражданской войны на Украине — «Пилсудский купил Петлюру» («П.К.П.»). Режиссёром назначили Акселя Лундина, но из-за болезни он ушёл с картины, поэтому заканчивать её пришлось Стабовому.

#### «Свежий ветер»
Следующий фильм — «Свежий ветер» по сценарию М. Заца и С. Резникова, драма с острым конфликтом — победой коллектива рыбаков над богачами-вымогателями. Случилось так, что «Свежий ветер» оказался дебютом в кино всех его создателей: сценаристов, режиссёра, оператора и почти всех актёров.

#### «Человек из леса», «Два дня»
В группу пришёл молодой режиссёр Алексей Швачко, вскоре молодой режиссёр Стабовой знакомится с молодым оператором Даниилом Демуцким, у которого оказались общие со Стабовым творческие стремления и вкусы, что послужило зарождению крепкой дружбы. Вместе с Демуцким были сняты такие фильмы, как «Человек из леса» (сценарий К. Кошевского) и самая любимая картина режиссёра — «Два дня» по сценарию С. Лазурина.
В свою любимую работу «Два дня» — драму с настоящими человеческими страстями, с талантливым актёром Иваном Замичковским, с изобретательной операторской работой Д. Демуцкого, — он вложил всю зрелость режиссёрской мысли и глубокое знание человеческой души. Неслучайно профессор И. Корниенко отнёс драму «Два дня», как и «Ночного извозчика» Г. Тасина, к лучшим достижениям украинского кино 20-х годов. «Два дня» имели огромный успех в СССР и за границей. Его сравнивали с известной немецкой лентой «Последний человек» Ф. Мурнау.
Г. М. Стабовой с 1930 по 1934 годы поставил фильмы «Весенний базар», «Первая украинская олимпиада» и др. и ушёл с «Украинфильма».

### Творчество после Одесской кинофабрики
После ухода с «Украинфильма» Стабовой написал несколько пьес. Одна из них — «Коллеги» (1961) по одноимённой повести В. Аксёнова (1959) — несколько лет с успехом шла на сцене театра, другая — постановка «Каменное гнездо» по одноимённому произведению X. Вуолийоки.
В творческих группах Стабового проходили свои «университеты» будущие кинематографисты — режиссёры А. Швачко, Е. Григорович, М. Маевская, художница М. Симашкевич, оператор К. Куляев. В егоо фильмах снимались будущие «звёзды» Довженка — П. Масоха, С. Шагайда, М. Надемский, комедийный актёр Дмитрий Капка.
Внимательно следил Стабовой за работой А. Довженко, которого очень ценил, несмотря на различие их творческих манер; интересовался картинами И. Савченко, работой дорогого ему Д. Демуцкого, особенно в фильме «Тарас Шевченко». Когда А. Швачко вместе с А. Бучмой поставили фильм «Земля» по произведению Ольги Кобылянской, Стабовой прислал ему поздравительную телеграмму, где поздравил старого друга с хорошим фильмом.
Фильмы Стабового были отражением своего времени с его острыми конфликтами, но в них всегда побеждало новое, светлое, направленное в будущее.

## Фильмография

### Сценарист
- «Руки прочь от Китая!»
- «Вендетта» (1924)
- «Укразия» (в соавторстве с М. Борисовым, 1925)
- «П.К.П.» («Пилсудский купил Петлюру», с А. Лундиным, 1926)

### Режиссёр
- «Свежий ветер» (1926)
- «П.К.П.» («Пилсудский купил Петлюру», с А. Лундиным, 1926)
- «Два дня» (1927)
- «Человек из леса» (1928)
- «Жемчужина Семирамиды» (1929)
- «Экспонат из паноптикума» (1929)
- «Шагать мешают» (1930)

### Режиссёр документальных фильмов
- «25 тысяч» (1930)
- «Первая украинская олимпиада» (1931)
- «Весенний базар» (1931)

## Драматургия
- «Душа Востока» (1926)
- «Водоворот» (1926)
- «Коллеги» (1961)
- «Каменное гнездо»